# Hermann Schaefer
Hermann Julius Schaefer (Elberfeld, 16 de junho de 1907 – Braunschweig, 7 de novembro de 1969) foi um matemático aplicado e engenheiro alemão, professor universitário de mecânica aplicada.

## Formação e carreira
Filho de um comerciante, frequentou o Hindenburg-Realgymnasium em Elberfeld. Trabalhou depois como estagiário de engenharia mecânica no estaleiro AG Weser em Bremen em 1925, antes de estudar engenharia naval na Universidade Técnica de Gdańsk e então até 1932 matemática na TH Hannover, onde Georg Prange foi um de seus professores. Depois de obter o diploma trabalhou como assistente de Horst von Sanden em Hannover em 1932/33 e de Max Winkelmann em Jena em 1933/34. Schaefer obteve o título de Dr.-Ing. em 1934 com a tese Beitrag zur Berechnung des kleinsten Eigenwertes eindimensionaler Eigenwertprobleme, orientado por Georg Prange. Depois de trabalhar como assistente de Otto Flachsbart em Hannover começou a trabalhar como engenheiro calculista na construção de aeronaves em 1936. Schaefer completou sua habilitação em 1939 na TH Hannover. Havia sido docente na Universidade Técnica de Braunschweig (TH Braunschweig) desde 1938, onde foi nomeado professor titular e chefe do Instituto de Mecânica Técnica em 1941. Seus campos de trabalho incluíram mecânica quântica, mecânica do contínuo bem como problemas de vibração e autovalores e autovetores.
Em 1947 Schaefer fundou o Norddeutsche Mechanikkolloquium junto com Otto Flachsbart, professor de mecânica na TH Hannover. Desde o final da década de 1950 trabalhou com métodos adequados para computadores para resolver problemas técnicos e sua programação. De 1965 até sua morte foi secretário-geral da Academia de Ciências de Braunschweig. Schaefer foi cofundador do International Centre for Mechanical Sciences (CISM) em Udine, que existe desde 1968.
Dentre seus orientados consta Sigurd Falk.

## Publicações selecionadas
- Beitrag zur Berechnung des kleinsten Eigenwertes eindimensionaler Eigenwertprobleme. Technische Hochschule Hannover, 1937. OCLC 70123243.
- Das Restmoment der Torsionsschwingungen von Maschinenwellen. Abhandlungen der Braunschweigischen Wissenschaftlichen Gesellschaft Band 6, Friedr. Vieweg & Sohn, Braunschweig 1954, p. 243–254. (online, PDF)
- Die Spannungsfunktionen einer Dyname. Abhandlungen der Braunschweigischen Wissenschaftlichen Gesellschaft Band 7, Friedr. Vieweg & Sohn, Braunschweig 1955, p. 107–112. (online, PDF)
- Maxwell-Gleichungen bewegter Versetzungen im Cosserat-Kontinuum. Abhandlungen der Braunschweigischen Wissenschaftlichen Gesellschaft Band 21, Friedr. Vieweg & Sohn, Braunschweig 1961, p. 480–486. (online, PDF)